# Hugh MacLennan
John Hugh MacLennan, född 20 mars 1907 i Glace Bay, Nova Scotia, död 9 november 1990 i Montréal, Québec, var en kanadensisk författare och professor i engelska vid McGill University. 
MacLennan skrev två opublicerade romaner innan Barometer Rising gavs ut 1941.